# Hans Ingemanson
Hans Axel Ingemanson, född 2 april 1905 i Lund, död där 3 november 2005, var en svensk advokat och kommunalpolitiker (höger). 
Ingemanson, som var son till bankdirektör Axel Ingemanson och Anna Nilsson, avlade studentexamen 1923 och blev juris kandidat vid Lunds universitet 1928. Han genomförde tingstjänstgöring i Torna och Bara domsaga 1928–1931, blev biträdande jurist vid advokatfirman Borgström & Wickman i Lund 1931 och startade egen advokatbyrå i Lund 1949. Han var ledamot av stadsfullmäktige från 1947 (vice ordförande 1953–1954), ordförande i drätselkammaren från 1955 (ledamot 1948), kommunalråd från 1964 och kommunstyrelsens ordförande 1971–1973. Han var ledamot av byggnadsnämnden 1935–1959, fastighetsnämnden från 1955 (ordförande 1959) och i ordförande generalplanekommittén från 1962. Han var styrelseledamot i Skånes stadshypotekförening och Skånes bostadskreditförening 1963, Sveriges kommunalekonomiska förening 1963, Lunds stads Fastighets AB 1955 och styrelseordförande Fastighets AB Färgaren 1963. Ingemanson är gravsatt på Norra kyrkogården i Lund.